# کلاودیو سانتاماریا
کلاودیو سانتاماریا (ایتالیایی: Claudio Santamaria؛ زادهٔ ۲۲ ژوئیهٔ ۱۹۷۴) هنرپیشه و صدا پیشه اهل ایتالیا است. وی از سال ۱۹۹۷ میلادی تاکنون مشغول فعالیت بوده‌است.
از فیلم‌ها یا برنامه‌های تلویزیونی که وی در آن نقش داشته‌است می‌توان به کازینو رویال، ملیسا پی.، اتاق پسر، ورق باز، محصور، تیرا دل فوئگو، کاپوت موندی، خوشبختی فرا رسیده‌است و به من می‌گویند جیگ اشاره کرد.